# من وایرال شده‌ام
من وایرال شده‌ام (اسپانیایی: Me he hecho viral‎) یک فیلم کمدی اسپانیایی-آرژانتینی است که در سال ۲۰۲۳ منتشر شد. از بازیگران این فیلم می‌توان به بلانکا سوآرس اشاره کرد.